# Plectoneura
Plectoneura là một chi bướm đêm thuộc họ Geometridae.